# Plagiobothrys torreyi
Plagiobothrys torreyi är en strävbladig växtart som först beskrevs av Samuel Frederick Gray, och fick sitt nu gällande namn av Samuel Frederick Gray. Plagiobothrys torreyi ingår i släktet tiggarstavar, och familjen strävbladiga växter. Utöver nominatformen finns också underarten P. t. diffusus.